# NGC 3118
NGC 3118 est une galaxie spirale située dans la constellation du Petit Lion. NGC 3118 a été découverte par l'astronome français Édouard Stephan en 1884.

## Caractéristiques
Sa vitesse par rapport au fond diffus cosmologique est de 1 614 ± 19 km/s, ce qui correspond à une distance de Hubble de 23,8 ± 1,7 Mpc (∼77,6 millions d'al).
La classe de luminosité de NGC 3118 est II-III et elle présente une large raie HI.
À ce jour, quatre mesures non basées sur le décalage vers le rouge (redshift) donnent une distance de 28,150 ± 1,127 Mpc (∼91,8 millions d'al), ce qui est légèrement à l'extérieur des valeurs de la distance de Hubble. Notons cependant que c'est avec la valeur moyenne des mesures indépendantes, lorsqu'elles existent, que la base de données NASA/IPAC calcule le diamètre d'une galaxie et qu'en conséquence le diamètre de NGC 3118 pourrait être d'environ 17,8 kpc (∼58 100 al) si on utilisait la distance de Hubble pour le calculer.